# 郡中議定
郡中議定（ぐんちゅうぎじょう）は、複数の集落の住民たちが合議で定めた取り決め。呼称は地域によって異なる。幕府領・藩領・旗本知行所・寺社領といった個々の支配領域を超えて代表者が連合協議し、地域としての共同利害をふまえて、領主への要求項目や地域内の規制策が自治的に取り決められた。

## 議定成立の背景
情報伝達手段が発達していない江戸時代では、複数の集落の者たちが互いに連絡を取り合って行動することは困難であった。そのため同じ要求をもった村々が複数あっても、日頃から何らかのつながりが無ければ、複数の集落同士で共同で訴訟を起こすこともできなかった。
しかし、18世紀後半以降、村山地方や畿内などで領主支配の枠組みを超えて、住民の経済的利益や生存を保証するための地域結合として「郡」や「国」が生まれていた。そうした地域では常日頃から集会を開いて、住民たちが当面する課題に対処するための協定を取り決めており、問題に対応するための広範な連合組織を速やかに作ることが可能であった。議定は基本的に自主的に結ばれ、その内容は住民の多数の利益に合致するものであった。地域ごとに違いはあったが、住民たちが自治のために自ら行動する様子は全国的に見られた。

## 村山郡

### 村山郡の状況
江戸時代の村山郡（現・山形県）は、幕府領・諸大名領・寺院領・神社領が複雑に入り組んだ地だった。各大名領には大庄屋が、幕府領の代官所には郡中惣代がそれぞれ置かれ、郡中惣代は村山郡の村ごとに置かれた名主などの村役人の中から1、2名がその代表として選ばれた。そして代官所に隣接する会所に詰めて、村役人と協力して代官所の管轄区域内に関する事務を執り行なった。
村山郡は山形盆地を中心として地理的な一体性を持っているため、共通する地域的課題が多かったが、複数の領主が定められていて領地の管轄は細分化されていた。そのために領主や管轄の違いを超えて郡内の村々が意思を統一して共同歩調を取る必要があった。
村山地方では約90年間に30数回の郡中議定が結ばれており、この数は全国一である。

### 郡中議定の取り決め内容
村山郡で最初に郡中議定が結ばれたのは、安永7年（1778年）2月のことで、その目的は、仙台で鋳造された粗悪な銭が郡内に流入することを防止するためだった。
その後も、天明3（1783年）から同6年（1786年）にかけての「天明の飢饉」の際に、食料を確保するために米穀の郡外への移出禁止や酒造の禁止、口留番所の設置などを定めた郡中議定が繰り返し制定された。食料不足の問題が起きれば、一揆が発生する恐れがあり、郡中惣代や大庄屋はそれを未然に防ぐことを考えて議定を定めて社会不安に対処した。
天明3年には、村山地方の尾花沢・長瀞両代官所管轄下の村々は飢饉により約7割の住民が食糧を確保できないほどだったが、幕府は同年8月に安石代の禁止＝廻米の強化を命じた。郡内の名主・大庄屋たちは、食糧不足とそれによる社会不穏が生じることを恐れて郡中議定を結び、訴願闘争を繰りかえした。このころ、小規模ながら貧農層による米穀商・酒屋打ちこわしが複数回あり、名主層はこれらの動きに危機感を抱いていた。訴願闘争は、廻米強化によって米価が高騰することで、生活に影響を受ける農民たちが同様の騒動を起こすことを恐れた惣代名主たちによる飢民救済の意味合いも持っていた。
近世後期、村山地方においては石代納要求をめぐって闘争が頻発する。その転機となったのが天明年間で、闘争は惣代名主が主体となったため合法的形態をとることが多かった。その手段が合法的であるゆえに闘争の持続化が可能になり、結果的に幕府の収奪強化策を後退させることとなった（宮崎勝美「天明期羽州村山郡幕領の石代納闘争と惣代名主制」『尾藤正英論集』）。
18世紀後半では基本的に凶作時の食糧確保を目的として議定が結ばれたが、19世紀に入ってからは日雇い賃金の抑制や紅花の種の郡外移出禁止などの項目が加わるようになった。「日雇い賃金の抑制」は雇用者である富裕な百姓層の利益のため、「紅花の種の郡外移出禁止」は紅花栽培が全国各地に拡大することで紅花価格が下落することを防ごうという、村山地方の村々の利益を守ることを目的に決められた。
そして幕末には、万延元年（1860年）10月と慶応2年（1866年）に、総合的な内容をもつ郡中議定が結ばれた。

### 万延元年の5か条の郡中議定
天保13年（1842年）の議定制定の後、10年以上にわたって議定が結ばれなかったが、これは万延元年に結ばれた議定の前文によれば飢饉・凶作によって議定が中断されたことが理由とされる。しかし、実際には郡中惣代・大庄屋たちの間での意見対立が原因だったとする説もある（青木美智男『近世非領国地域の民衆運動と郡中議定』）。この年の郡中議定の再興は、幕府の寒河江代官所管下の村々を代表する郡中惣代が主導して行われた。その議定の内容は。
1. 無宿者、不良の者を村内に住まわせないこと[9]
2. 凶作の時には、郡内で協力して、被害の無かった村々から食料が不足している村へ米穀を融通する。そして、穀物類の郡外への移出を禁止してもらうよう、幕府や各領主へ願い出る[9]
3. 商人たちが他領に売るために郡内の米を買い占め、そのせいで米価が騰貴した時は、領主に届け出て取り締まってもらうようにする[9]
4. 郡内で訴訟や争いごとが近年増加しているが、領主が異なる住民同士の諍いは、話し合いで決着がつかず、江戸の幕府法廷に出訴することもある。そうなれば訴訟に費用がかさんで、当事者だけでなく、当人が住む村や村山郡全体にまで影響を与えかねない。そのため、争いごとがあった時は、地域の有力者たちが仲裁に入り和解が成立するよう取り計らう[9]
5. 今後の会合は､毎年10月に幕府の代官所がある場所で開くこととするが、大名領内で開催しても構わない。1つの領内だけの問題であっても評議してほしいことがある場合は幕府領の会所に申し出ること。解決のためには何度でも会合を開き、誠意をもって評議をまとめること[9]

であった。付則として、会合の席上では年長者を敬い、非礼の無いようにする。驕ることもへつらうこともなく、無用の雑談は慎むこと。会合の際の食事は一汁一菜に限り、多額の雑費がかからないようにすると決められた。そして、この議定は各領主から承認されたものであり、過去の議定の精神を受け継いだものでもあって、末永く遵守されるべきことを確認し、郡中惣代や大庄屋たちが末尾に連署していた。
その後、幕府領の寒河江代官所管下の村々の村役人が添え書きをして連署した議定も作られた。添え書きには
1. 毎年の会合で決められた議定内容は、郡全体の利益を考えて取り決めたことは、その中に個々の村にとって不都合な内容があっても、1年限りのことなので我慢すること
2. どうしても納得がいかない時は再協議を要請できるが、そこで決まったことについては従うこと
3. これらは村ごとに記録を残し、村役人交替の際には後任者に申し送りして、末永く違反しないようにすること

が記されていた。

### 万延元年10月17日の12か条の郡中議定
同年10月17日には、新たな議定が結ばれた。
前文では、開国に伴って外国貿易が始まったことで諸物価が高騰したこと、大嵐や洪水、天候不順による不作によって米価が上昇して貧民の暮らしが困難になったこと、そのために来年1年間に村々での暮らしが安定するように申し合わせたことが書かれている。
1. 郡内では下層の者まで身分不相応な奢侈が見受けられるようになったため、天保の改革の際に仰せ渡された趣旨に準じて奢侈禁止・質素倹約を守るべきである。そして飢饉などの非常時に備えて食料の備蓄をし、領主に面倒を掛けることなく銘々が自力で生活を維持していけるようにするべきである[11]
2. 村山郡の産物を郡外に移出する際には、各地にある番所や役所の検査を受けなければならないのに、近年は村役人が発行する移出証明書も無く、番所・役所の改めも受けずに移出することが増えている。今後は移出時には村役人による荷物改めを厳重にした上で移出証明書を発行することとする[11]
3. 幕府から酒造量を減らすよう達しがあったにもかかわらず、他領へ出荷するために酒を密造する者がいる。酒造で米が多量に使われれば郡内が食糧不足になるかもしれないので、念を入れて密造を取り締まり、酒の郡外移出を禁止してもうらよう領主に請願することとする[11]
4. 昨年から続いて不作な上、郡外への米の移出が行われているため、村々の穀物の備蓄が減っている。来年も不作であった場合を考えて、翌年の作柄がはっきりするまで、米・大麦・小麦・大豆などの穀物類の郡外移出を禁止してもらうよう、各御領主様に誓願する[12]
5. 穀物類の移出禁止が認められたとしても、商人たちは船荷に隠して米穀類を密輸するかも知れないので、最上川沿いの毒沢村あたりに見張り番所を設置して幕府領から1人、諸大名領から1人の番人を置いて取り締まる。それ以外の番所も支配地域の領主に、取り締まりを厳重にするよう依頼する[12]
6. 油類の郡外移出を禁止する[12]
7. 紅花の種の郡外移出禁止の決まりが守られなくなってきているので、取り締まりを厳しくしてもらうよう各領主に願う[12]
8. 商人たちが「札商い[注釈 3]」をすることで、当人たちの経営の浮沈に関わるだけでなく、取引をめぐって諍いが生じやすくなる。訴訟に携わる役人に苦労をかけるだけでなく、商品の値段にも影響をおよぼして村山郡の住民たちも迷惑する。そのため、「札商い」を禁止し、そのために生じた訴訟は受け付けないように領主に申し上げる[12]
9. 商人たちが相場を見ながら、商品の買い占め、売り惜しみをすることで物価が上昇し、物資が潤沢に出回った後も値段を下げないため、住民の暮らしが難儀している。今後は郡中惣代や大庄屋たちが百姓の代表として、商人たちに適正価格で商売をし、値下げを心掛けるよう説諭することとする[12]
10. 近年、武士でもないのに長脇差を差して闊歩する者が増えている。領主から取り締まるよう命じられたが効果が無いので、領主自ら厳重に取り締まってもらうよう申し上げる[13]
11. 盗賊が出没することが増え、盗難被害に遭う恐れを住民達が抱いている。しかし、村山郡は複数の領地が錯綜した土地であり、治安を維持するために支配の違いを越えて協力するのが困難である。その上、村の番非人[注釈 4]の中には、盗賊を発見しても押収した盗品を被害者に返却してその際に酒代をねだり、盗賊を捕まえたことを公にせず追い払うだけ、という者がいる。これでは盗賊の横行は収まらないので、以後は盗難事件があったときには厳重に捜索し、捕縛した盗賊は領主に届け出て取り調べてもらうことにする[13]
12. 寺院や神社の修復費用という名目で、寄付を募って回る宗教者が増えている。今後は、幕府の許可を得ている者は別として、それ以外の者に寄付や援助はしないこととする[13]

最後に、一同が会合を開いて困難な状況を乗り切るための方策を相談して各箇条を取り決めたこと、議定に連署し、取り決めたことの実施をそれぞれの領主に願い出るつもりであることを記して、締めくくられている。

### 慶応2年11月の郡中議定
江戸へ出訴するような問題が起きた時は、郡内で和解が成立するよう仲裁することが万延元年の議定では決められた。しかし、慶応2年（1866年）11月に結ばれた議定では、刑事事件は別として、土地問題や金銀のやり取りに関する問題、そしてこれらに準じた些細な争いごとには基本的には関与しない。ただし、困っていると申し出た件に関しては些細なことであっても仲裁を行なうこととする、と定められた。
幕末にいくつもの村々で発生していた土地問題は、郡中議定によって積極的な仲裁はしないこととされ、小前百姓たちは土地問題の解決に自らの手で当たらなければならなかった。

## 近畿
菜種や綿花の一大特産地だった近畿地方では、百姓たちは菜種や綿を栽培・売却して現金収入を得ていた。そのため、これらの商品としての価格の高下に大きな関心を払い、値段が下落するような動向には敏感に反応した。
安政2年（1856年）、摂津・河内の1086の村の百姓たちが幕府に訴訟を起こした。その訴訟内容は、自分たちが作った菜種を「在方油屋仲間」に買い占められ、困っているというものであった。ここで言う油屋は、百姓たちから買った菜種を搾る製油業者で、彼らは搾った油の小売りもしていた。「在方油屋」は、菜種油を栽培する者たちと同様に村に住む百姓でありながら、同時に油の価格をめぐって対立する存在でもあった。「在方油屋仲間」は、そうした摂津・河内の村々に在住する油屋が結成した同業者組織だった。
摂津・河内の村々は、以前から郡単位で集会（寄合）を開き、複数存在する郡ごとに、郡内の村々が当面する課題に対処するため「郡中議定」を結んでいた。この郡中議定の特徴の第一は、領域内の百姓の農業経営を守るため、村内での商工業の過度の展開を抑止し、農業に基盤を置いた村を維持していこうとしていた。第二には、郡の外から村々に入ってこようとする宗教者や浪人を排除しようという閉鎖性があった。そして第三に、郡の内部においても、地主と小作人、農民と職人・商人、さらに奉公人や日雇い仕事をする者など、様々な階層があり、彼らの利害は常に一致するわけではなかった。郡中議定では、農業を主体とした上層百姓の利害が優先され、奉公人の給金や日雇いの賃金、職人の手間賃は、低く抑えることが取り決められていた。これは、郡中議定を結ぶ主体は上層百姓である村役人たちが多かったためで、中・下層の百姓にとっては、取り決め内容は自分たちの利益に反する側面もあった。
このように郡中議定には一定の限界もあったが、一方で農業に立脚した多くの百姓たちの利害を代弁する面もあった。こうした取り決めと日常的な結びつきがあってはじめて、1000を超える村々の連合による国訴が可能になり、百姓たちは勝訴することができた（藪田貫『国訴と百姓一揆の研究』）。